# Insurrection maoïste au Bangladesh
L'insurrection maoïste au Bangladesh est un conflit en cours entre le gouvernement du Bangladesh et le Parti communiste Purbo Banglar (en) et le Parti communiste Purga Banglar - Janajuddha.

## Histoire
Le Parti communiste Purbo Banglar a été fondé en 1968. Pendant la guerre de libération du Bangladesh, le groupe s'est aligné sur le Pakistan et la Chine contre les nationalistes bangladais et l'Union soviétique[Pas dans la source].
En 1993, le groupe a commencé une guerre contre le Parti communiste Biplobi (en) pour le contrôle du territoire et pour les différences idéologiques (le PCB n'étant que maoïste contrairement au PCPB qui est devenu au fil des ans un mélange entre le maoïsme et de naxalisme). Dans les années 2000, le groupe subit plusieurs scissions dont la plus importante, qui eut lieu en 2003, forma le groupe PCPB-J (Parti communiste Purga Banglar - Janajuddha, qui veut une révolution socialiste) déclenchant ainsi un conflit interne qui fera 18 victimes. Le 23 août 2002, Gazi Kamrul, fondateur du PCB, a été détenu à sa résidence, connue sous le nom de Maison Blanche, par une opération conjointe des armées et de la police bangladaise lors de l'opération Clean Heart (en). En 2006, le PBCP-J a également commencé à commettre des attentats et à se confronter au gouvernement. Entre 2005 et 2006, 379 personnes sont mortes dans l'insurrection. Après cette période, l'insurrection a diminué d'année en année avec peu d'incidents et d'affrontements.

## Victimes
Depuis 1993, il y a eu plus de 1 191 morts dans l'insurrection. La période la plus violente de l'insurrection, de 2003 à 2006, il y a eu 724 morts.
| Année | Morts   |
| ----- | ------- |
| 1993  | 34      |
| 1994  | 8       |
| 1995  | 2       |
| 2000  | 3       |
| 2001  | 3       |
| 2002  | 43      |
| 2003  | 133     |
| 2004  | 212     |
| 2005  | 193     |
| 2006  | 186     |
| 2007  | 72      |
| 2008  | 54      |
| 2009  | 86      |
| 2010  | 39      |
| 2011  | 19      |
| 2012  | 10      |
| 2013  | 24      |
| 2014  | 12      |
| 2015  | 14      |
| 2016  | 17      |
| 2017  | 13      |
| 2018  | 8       |
| 2019  | 3       |
| 2020  | 2       |
| 2021  | 1       |
| 2022  | 0       |
| 2023  | 0       |
| Total | 1 191+, |